# باگرات آیوازیان
باگرات هواکیمی آیوازیان (ارمنی: Բագրատ Հովակիմի Այվազյան؛ انگلیسی: Bagrat Ayvazyan زادهٔ ۸ ژوئن ۱۸۶۲ - درگذشته ۳ مارس ۱۹۳۴)، نثرنویس اهل ارمنستان بود.

## زندگی‌نامه
وی در ۲۰ ژوئن [سبک قدیمی: ۸ ژوئن] ۱۸۶۲ در تفلیس به دنیا آمد و در سال ۱۸۸۲ از مدرسه نرسیسیان فارغ‌التحصیل شد. در بین سال‌های ۱۸۸۲ تا ۱۸۹۷ در مدرسه‌های ارمنی در قفقاز جنوبی تدریس نمود. وی متعاقباً در کلیسا و جامعه ارمنی گرجستان، سمت‌های اداری را به عنوان بایگان و مسئول امنیتی بر عهده داشت، و همزمان داستان‌های کوتاه، رمان‌های کوتاه و رمان‌های تاریخی خود را نیز می‌نوشت.  وی در ۳ مارس ۱۹۳۴ در سن ۷۱ سالگی در تفلیس درگذشت و در پانتئون ارمنیان تفلیس (خوجیوانک) به خاک سپرده شد.